# Pavonia pilifera
Pavonia pilifera är en malvaväxtart som beskrevs av Antonio Krapovickas. Pavonia pilifera ingår i släktet påfågelsmalvor, och familjen malvaväxter. Inga underarter finns listade i Catalogue of Life.